# Hegetoteri
Els hegetoteris (Hegetotherium) són un gènere extint de mamífers notoungulats de la família dels hegetotèrids que visqueren a Sud-amèrica des de l'Oligocè inferior fins al Miocè superior, fa entre 7,2 i 29 milions d'anys. Se n'han trobat restes fòssils a l'Argentina, Bolívia, l'Uruguai i Xile. Tenien quatre dits a cada pota. La seva anatomia cranial i dental fa pensar que es nodrien de larves xilòfagues que extreien dels troncs caiguts. A diferència dels mamífers actuals que tenen aquest estil de vida, com ara l'ai-ai, haurien estat animals diürns i corredors. El nom genèric Hegetotherium significa ‘bèstia capitost’.